# Abutilon rehmannii
Abutilon rehmannii är en malvaväxtart som beskrevs av Bak. f.. Abutilon rehmannii ingår i släktet klockmalvor, och familjen malvaväxter. Inga underarter finns listade i Catalogue of Life.